# 유포 (삼국지)
유포(柳浦, ? ~ 238년) 혹은 유보(柳甫)는 중국 삼국 시대 공손연 휘하의 관리이다. 사마의에게 사자로 갔다가 죽었다.

## 생애
요동태수 겸 대사마 공손연을 참군(參軍)으로서 보좌하였다. 237년(경초 원년), 위나라 황제 조예가 유주자사 관구검으로 하여금 공손연 세력을 격멸하려 했는데, 이를 공손연이 격퇴하였다. 조예는 공손연의 위협에 어쩔 수 없이 동조한 사람들을 용서한다며 그 관원들을 회유하려 하였다. 이에 곽흔(郭昕)과 유포 등 789명은 공손연의 할아버지 공손도부터 이어진 공손씨 가문의 요동에서의 공적을 밝히고, 공손연은 위나라와 싸울 뜻이 없었다며 용서를 구하는 한편 자신들은 공손씨 가문에 충성할 수밖에 없다고 위나라 조정에 상소하였다. 그러나 위나라와의 관계는 완전히 틀어져 공손연은 연왕(燕王)을 칭하고 백관(百官)을 설치하여 유포를 어사대부로 삼았다. 238년, 위나라의 사마의가 토벌을 개시하여 요동군의 치소인 양평현(襄平縣)을 포위하였다. 상황이 매우 어렵게 된 탓에 유포와 상국 왕건은 포위를 풀어주면 항복하겠다는 뜻을 전하러 사마의에게 사신으로 갔다가 목숨을 잃었다.

## 삼국지연의
사서가 아닌 소설 《삼국지연의》에서는 사마의에게 포위를 풀어줄 것을 간청하는 대목에서만 사서와 같은 모습으로 등장한다.

## 참고 문헌
- 왕침 등, 《위서》 ; 배송지 주석, 《삼국지》8권 위서 제8 공손탁에서 인용
- 《진서》1권 제기 제1 고조선제 사마의